# Dmîtrovîci, Pustomîtî
Dmîtrovîci (în ucraineană Дмитровичі) este un sat în comuna Vînnîcikî din raionul Pustomîtî, regiunea Liov, Ucraina.

## Demografie
Componența lingvistică a localității Dmîtrovîci
     Ucraineană (98,88%)
     Alte limbi (1,12%)
Conform recensământului din 2001, majoritatea populației localității Dmîtrovîci era vorbitoare de ucraineană (98,88%), existând în minoritate și vorbitori de alte limbi.